# Rock and Roll All Nite
"Rock And Roll All Nite" é uma canção da banda americana de hard rock Kiss, lançada originalmente no álbum Dressed To Kill, e depois nos álbuns Alive! e Kiss Unplugged e também foram lançadas como single. Este é um dos maiores sucessos do Kiss e um dos maiores clássicos da história do rock. Segundo os membros do Kiss, ela definiria o espírito do que era viver o mundo do rock n' roll para a banda. A canção traz elementos de sensualidade e trechos referentes a rebeldia dos jovens que procuravam viver da melhor forma possível se divertindo ao máximo.

## Aparições em games
- "Rock and Roll All Nite" é usado nos jogos de vídeo games Guitar Hero III: Legends of Rock, Guitar Hero: On Tour e Guitar Hero: Smash Hits.
- Também teve sua aparição no jogo Tony Hawk's Underground em 2004.

## Aparições em outras mídias
- Fez parte da trilha sonora do filme Detroit Rock City junto com outras músicas do Kiss.
- Ela também aparece nas séries de televisão The Simpsons e Family Guy.
- Foi usada também no filme "As viagens de Gulliver".
- Fez parte da trilha sonora do filme Scooby-Doo! Encontra o Kiss com outras músicas do Kiss.

## Faixas
- Versão de Estúdio:

1. "Rock And Roll All Night" (Gene Simmons, Paul Stanley) - 2:48
2. "Getaway" (Ace Frehley) - 2:43

- Versão Ao Vivo:

1. "Rock And Roll All Night" (Ao Vivo) (Gene Simmons, Paul Stanley) - 4:23
2. "Rock And Roll All Night" (Gene Simmons, Paul Stanley) - 2:48

- Versão Acústica:

1. "Rock And Roll All Night" (Acústica) (Gene Simmons, Paul Stanley) - 4:20

## Posições
- Versão de Estúdio:
  - US Hot 100 - #68
  - US Mainstream Rock - #60
- Versão Ao Vivo:
  - US Hot 100 - #12
  - US Mainstream Rock - #8
- Versão Acústica:
  - US Mainstream Rock - #13

## Aparições
- Dressed To Kill - Versão original de estúdio
- Alive! - Versão ao vivo
- Double Platinum - Versão de estúdio
- Killers - Versão ao vivo
- Smashes, Thrashes & Hits - Versão de estúdio remixada
- Alive II - Versão ao vivo
- Kiss Unplugged - Versão acústica ao vivo
- You Wanted the Best, You Got The Best!! - Versão ao vivo
- Greatest KISS - Versão ao vivo
- The Box Set - Versão de estúdio e versão ao vivo
- The Very Best of KISS - Versão ao vivo
- Kiss Symphony: Alive IV - Versão ao vivo com a Orquetra sinfônica de Melbourne
- The Millennium Collection: The Best Of Kiss - Versão ao vivo
- KISS Gold 1974-1982 - Versão ao vivo
- KISS Alive 1975-2000 - Versão de estúdio editada
- M.T.V Acustic KISS - Versão acústica, ao vivo
- Kiss Alive/35 World Tour-Versão Ao vivo

## Formação
Versão de Estúdio e Ao Vivo:
- Gene Simmons - baixo e vocal principal
- Paul Stanley - guitarra base e vocal de apoio
- Ace Frehley - guitarra solo
- Peter Criss - bateria e vocal de apoio

Versão acústica:
- Gene Simmons - baixo e vocal principal
- Paul Stanley - violão e vocal de apoio
- Ace Frehley - violão
- Peter Criss - bateria e vocal principal
- Eric Singer - bateria e vocal de apoio
- Bruce Kulick - violão